# Crocodiles
Az 1980-as Crocodiles az Echo & the Bunnymen debütáló nagylemeze. A brit albumlistán a 17. helyig jutott. Mind a zene, mind az albumborító a sötétséget és a bánatot tükrözik vissza. A lemezt a kritikusok méltatták, szerepel az 1001 lemez, amit hallanod kell, mielőtt meghalsz című könyvben.

## Az album dalai
| 1. | Going Up        | Will Sergeant, Ian McCulloch, Les Pattinson, Pete de Freitas | 3:57 |
| 2. | Stars Are Stars | Sergeant, McCulloch, Pattinson, de Freitas                   | 2:45 |
| 3. | Pride           | Sergeant, McCulloch, Pattinson, de Freitas                   | 2:41 |
| 4. | Monkeys         | Sergeant, McCulloch, Pattinson, de Freitas                   | 2:49 |
| 5. | Crocodiles      | Sergeant, McCulloch, Pattinson, de Freitas                   | 2:38 |

| 1. | Rescue              | Sergeant, McCulloch, Pattinson, de Freitas | 4:26 |
| 2. | Villiers Terrace    | Sergeant, McCulloch, Pattinson, de Freitas | 2:44 |
| 3. | Pictures on My Wall | Sergeant, McCulloch, Pattinson             | 2:52 |
| 4. | All That Jazz       | Sergeant, McCulloch, Pattinson, de Freitas | 2:43 |
| 5. | Happy Death Men     | Sergeant, McCulloch, Pattinson, de Freitas | 4:56 |

## Közreműködők
- Ian McCulloch – ének, gitár
- Will Sergeant – szólógitár
- Les Pattinson – basszusgitár
- Pete de Freitas – dob
- Bill Drummond – producer (eredeti album és a Shine So Hard EP dalai)
- David Balfe – producer (eredeti album), billentyűk
- Ian Broudie – producer (Pride és Rescue)
- The Bunnymen – producer (Simple Stuff)
- Pat Moran – producer (korai változatok)
- Hugh Jones – producer (a Shine So Hard EP dalai), hangmérnök (eredeti album)
- Andy Zax – az új kiadás producere
- Bill Inglot – az új kiadás producere, remastering
- Rod Houison – hangmérnök (Pride és Rescue)
- Gary Edwards – hangmérnök (korai változatok)
- Dan Hersch – remastering
- Brian Griffin – borítófénykép
- Bill Butt – belső fényképek

## Fordítás
Ez a szócikk részben vagy egészben a Crocodiles (album) című angol Wikipédia-szócikk ezen változatának fordításán alapul.  Az eredeti cikk szerkesztőit annak laptörténete sorolja fel. Ez a jelzés csupán a megfogalmazás eredetét és a szerzői jogokat jelzi, nem szolgál a cikkben szereplő információk forrásmegjelöléseként.